# Константиновка (Павлодарская область)
Константиновка (каз. Константиновка) — село в Успенском районе Павлодарской области Казахстана. Административный центр Равнопольского сельского округа. Село расположено на высоте 105 метров над уровнем моря в 27 км к юго-западу от административного центра района, села Успенка, в 70 км в северо-востоку от Павлодара. Код КАТО — 556455100.

## История
Село было основано в 1909 году в урочище Тал-Кудук и названо по фамилии землемера Константинова.
Село было центральной усадьбой животноводческого колхоза «30 лет Казахской ССР», образованного в 1950 году на базе мелких колхозов «Фортшрит», «Жанаталап», «30 лет ВЛКСМ», «Отозек» и «13-й годовщины Октября». В 1959—1984 годах председателем колхоза работал Герой Социалистического Труда, депутат Верховного Совета СССР Яков Геринг.

## Население
В 1985 году в Константиновке жили 3439 человек. В 1999 году численность населения села составляла 1880 человек (900 мужчин и 980 женщин). По данным переписи 2009 года, в селе проживало 1097 человек (540 мужчин и 557 женщин).